# Ilir (namn)
Ilir är ett mansnamn av albanskan ’ilir’ eller i lirë ’fri’, folketymologisk för illyr.
238 män har Ilir som tilltalsnamn i Sverige (enligt en sökning år 2018).